# Kaiser Barbarossa
Die Kaiser Barbarossa war das letzte Schiff der Kaiser-Friedrich-Klasse, einer Klasse von fünf Linienschiffen der Kaiserlichen Marine.

## Bau
Als viertes Schiff der Klasse wurde am 3. August 1898 der mit dem Haushaltsnamen „Linienschiff A“ versehene Neubau auf Kiel gelegt. Für die Bauwerft F. Schichau in Danzig war es der erste durch die Kaiserliche Marine erteilte Auftrag für ein großes Kriegsschiff. Zum Stapellauf stand das Linienschiff am 21. April 1900 und damit erst ein halbes Jahr nach der zuletzt begonnenen Kaiser Karl der Große bereit. Nach einer Taufrede des Staatssekretärs des Reichsmarineamtes, Alfred Tirpitz, taufte Prinzessin Luise Sophie von Preußen das Schiff nach dem römisch-deutschen Kaiser Friedrich I. auf den Namen Kaiser Barbarossa.
Der weitere Ausbau erstreckte sich bis in das Frühjahr 1901. Nachdem eine 7 m tiefe Fahrrinne ausgebaggert worden war, konnte die Kaiser Barbarossa in den Danziger Stadtteil Neufahrwasser verbracht und am 4. Mai die Abnahmeprobefahrt durchgeführt werden. Das Schiff wurde anschließend nach Kiel verlegt.

## Friedenszeit
Die Kaiser Barbarossa wurde am 10. Juni 1901 in Kiel erstmals in Dienst gestellt. Ab dem 19. Juli war das Schiff dem I. Geschwader zugeteilt und unternahm bereits kurze Zeit später mit diesem eine Fahrt nach Cádiz, um den aus China zurückkehrenden Schiffen der Brandenburg-Klasse entgegenzulaufen. Vom 22. August bis zum 21. September nahm das Schiff an den Herbstmanövern der Flotte teil, während derer in der Danziger Bucht auch eine Flottenparade vor Zar Nikolaus II. stattfand.
Im Dezember 1901 bereiste die Kaiser Barbarossa gemeinsam mit anderen Einheiten die südnorwegische Küste. Im April und Mai 1902 führte eine Übungsreise des I. Geschwaders um die britischen Inseln herum. Außerdem nahm das Schiff an der Kieler Woche sowie an verschiedenen Übungen und Manövern teil. Auch wurden weitere kleinere Reisen unternommen, unter anderem wurde dabei Bergen besucht. Eine im Frühjahr 1903 unternommene Fahrt führte erneut nach Spanien. Ein erlittener Schaden am Rudersteven zwang Ende Juli 1903 zu einem rund dreiwöchigen Aufenthalt an der Kaiserlichen Werft Kiel, wo eine provisorische Reparatur vorgenommen wurde. Die Kaiser Barbarossa nahm anschließend an den Herbstmanövern und im November an der Winterreise der Flotte teil. Am 15. Dezember wurde das Schiff außer Dienst gestellt und in der Folge die endgültige Reparatur des erlittenen Schadens vorgenommen, was bis in den Januar 1905 hinein dauerte.
Für die Schiffe der Kaiser-Friedrich-Klasse wurde zu diesem Zeitpunkt eine Modernisierung beschlossen. Die Kaiser Barbarossa war das erste Schiff, an dem diese durchgeführt wurde. Unter anderem wurde der als schwerer Turmmast ausgeführte Fockmast durch einen Stengenmast ersetzt. Außerdem entfielen vier der 15-cm-Geschütze der Mittelartillerie und das am Heck befindliche Torpedorohr. Der erste Teil der Modernisierung war bis zum Herbst 1907 beendet.
Die Kaiser Barbarossa wurde am 1. Oktober 1907 wieder in Dienst gestellt und erneut dem I. Geschwader zugeteilt. Mit diesem nahm das Schiff an mehreren Übungen und Manövern teil. Ebenso wurden verschiedene Reisen unternommen, von denen eine im Jahr 1908 bis zu den Azoren führte. Am 17. September 1909 schied die Kaiser Barbarossa aus dem I. Geschwader aus. Das Geschwader erhielt in den folgenden Monaten mit den Einheiten der Nassau-Klasse die ersten deutschen Großlinienschiffe. Die Schiffe der Kaiser-Friedrich-Klasse wurden mit Ausnahme der Kaiser Wilhelm II. in der Reserve-Formation der Ostsee zusammengefasst. Im April 1910 wurde die Kaiser Barbarossa dem Verband der Schul- und Versuchsschiffe zugeteilt und führte gemeinsam mit diesem Übungen in der Ostsee durch. Während der Herbstmanöver gehörte das Schiff zum vorübergehend gebildeten III. Geschwader. Nach deren Abschluss trat es am 17. September wieder zur inzwischen umbenannten Reserve-Division der Ostsee, wurde jedoch bereits am 13. Oktober außer Dienst gestellt.
Obwohl die Kaiser Barbarossa inzwischen technisch völlig überholt war, führte die Kaiserliche Werft Kiel bis Mitte des Folgejahres die noch ausstehenden Modernisierungsarbeiten durch. Der militärische Wert des Schiffes konnte dadurch aber nicht spürbar erhöht werden. Nach Abschluss der Arbeiten wurde die Kaiser Barbarossa vom 31. Juli bis zum 15. September 1911 wieder aktiviert und erneut im vorübergehend gebildeten III. Geschwader während der Herbstmanöver eingesetzt. Anschließend verblieb das außer Dienst befindliche Schiff in der Reserve.

## Einsatz im Ersten Weltkrieg
Nach dem Ausbruch des Ersten Weltkrieges wurde die Kaiser Barbarossa am 5. August 1914 erneut in Dienst gestellt und dem neu aufgestellten V. Geschwader zugeteilt, dessen Flaggschiff die Kaiser Wilhelm II. wurde. Das Geschwader wurde hauptsächlich im Sicherungsdienst in der Nordsee eingesetzt, nahm jedoch vom 19. bis 26. September und vom 26. bis zum 30. Dezember an Vorstößen in die östliche Ostsee teil. Aufgrund ihres geringen Kampfwertes wurden die Schiffe der Kaiser-Friedrich-Klasse im Februar 1915 aus dem Frontdienst zurückgezogen. Aufgrund des Personalmangels in der Kaiserlichen Marine wurde am 5. März die Besatzung der Kaiser Barbarossa reduziert, doch bereits am 11. April wieder auf Sollstärke gebracht. Das Schiff wurde in den folgenden sieben Monaten als Zielschiff für die Torpedo-Inspektion in der Ostsee genutzt. Am 19. November erfolgte schließlich die letztmalige Außerdienststellung.

## Verbleib
Die Kaiser Barbarossa wurde 1916 desarmiert und lag bis Kriegsende als Wohnschiff für Kriegsgefangene in Wilhelmshaven. Am 6. Dezember 1919 erfolgte schließlich die Streichung aus der Liste der Kriegsschiffe. Das Schiff wurde im Folgejahr in Rüstringen abgewrackt.

## Kommandanten
| 10. Juni bis Oktober 1901          | Kapitän zur See Hugo Westphal                                 |
| Oktober 1901 bis Oktober 1902      | Kapitän zur See Leopold Koellner                              |
| Oktober 1902 bis 15. Dezember 1903 | Kapitän zur See Carl Franz                                    |
| 1. Oktober 1907 bis September 1909 | Fregattenkapitän / Kapitän zur See Felix Funke                |
| September 1909 bis August 1910     | Kapitän zur See Wigand Bossart                                |
| August bis September 1910          | Kapitän zur See Friedrich Boedicker                           |
| September bis 13. Oktober 1910     | Kapitän zur See Richard Lange                                 |
| 31. Juli bis 15. September 1911    | Kapitän zur See Gottfried Freiherr von Dalwigk zu Lichtenfels |
| 5. August 1914 bis März 1915       | Kapitän zur See Ernst-Oldwig von Natzmer                      |
| März bis 19. November 1915         | Kapitän zur See Max Schlicht                                  |